# Acronyches meruuna
Acronyches meruuna là một loài ruồi trong họ Asilidae. Acronyches meruuna được Papavero miêu tả năm 1971. Loài này phân bố ở vùng Tân nhiệt đới.